# Junot Mistoco
Junot Mistoco est un ancien joueur français de volley-ball né le 16 août 1979 à Capesterre-Belle-Eau (Guadeloupe). Il mesure 1,98 m et jouait attaquant. Il totalise 10 sélections en équipe de France.

## Biographie

### Parcours en équipe de France
Joueur au physique impressionnant (1,98 m pour 105 kg), doté d'un service et d'une frappe particulièrement puissants et d'une grande détente, il est longtemps resté un espoir du volley-ball français. Il a probablement souffert de sa relative instabilité : il peut tenir un niveau de jeu de classe mondiale pendant deux sets avant de s'effondrer mentalement pour le reste du match. C'est en raison de cela qu'il fut longuement barré en équipe de France par Laurent Capet, par Sébastien Ruette à l'été 2006 par son ancien coéquipier de Sète Ludovic Castard et aujourd'hui par Antonin Rouzier. Il ne put disputer que la Ligue mondiale 2005 où il totalisa ses seules dix sélections en équipe de France.

### Parcours en club
Formé à Bordeaux et au CNVB, il intégra l'Arago de Sète à 19 ans, à l'entame de la saison 1998-1999 et où il resta pendant sept saisons consécutives. Il fut notamment l'un des joueurs clefs de l'équipe sétoise finaliste du championnat de France en 2004-2005. À l'issue de cette excellente saison il se laissa tenter par une expérience à l'étranger. Il disputa la saison 2005-2006 en Italie à Macerata en tant que doublure de l'international serbe Ivan Miljković. Ce fut un échec. Il n'a participé qu'à 17 matches de saison régulière et de play-offs sur les 39 disputés par son club (aucun en entier ni même en tant que titulaire), ne marquant en tout et pour tout que 4 points (3 attaques et un ace). À la suite de cette saison ratée, et n'ayant signé qu'un contrat d'une saison avec Macerata, il revient en France dans son ancien club de l'Arago de Sète. Au terme d'une saison 2007-2008 quasi blanche — il n'est en effet entré en jeu qu'au cours de Cannes-Sète pour tenter une attaque —, il quitte les bords de l'étang de Thau pour rejoindre Narbonne. Il y termine sa première saison avec 17,9 points par match (14,9 attaques, 0,7 contre et 1 ace) et sa deuxième et dernière saison à 18,9 points par match (16,9 attaques, 0,7 contre et 1,3 ace). Au terme de cette expérience narbonnaise, il revient une nouvelle fois à l'Arago de Sète, cette fois en tant que doublure de luxe de Jovica Simovski, de Marien Moreau puis de Milan Bencz.

### Problèmes de santé
Il n'est pas épargné par les blessures. Il a ainsi subi une rupture des ligaments croisés durant la préparation de la saison 2006-2007, ne faisant son retour à la compétition qu'au milieu du championnat — ce qui était déjà en avance sur la date prévue. Il subit une déchirure du mollet droit en match de préparation à la saison 2007-2008 qui le stoppe pour six semaines, et est à nouveau arrêté dès décembre en raison d'une hernie discale qui l'empêche de jouer le reste de la saison, forçant l'Arago de Sète à recruter le Canadien Dallas Soonias en qualité de joker médical. Ces problèmes de santé l'ont empêché de revenir au plus haut niveau pour prétendre à nouveau au poste d'attaquant de pointe de l'équipe de France, occupé à l'heure actuelle par Antonin Rouzier.

## Clubs
| Club                | De        | À         |
| ------------------- | --------- | --------- |
| Arago de Sète       | 1998-1999 | 2004-2005 |
| Lube Banca Macerata | 2005-2006 | 2005-2006 |
| Arago de Sète       | 2006-2007 | 2007-2008 |
| Narbonne Volley     | 2008-2009 | 2009-2010 |
| Arago de Sète       | 2010-2011 | 2012-2013 |

## Palmarès
- Coupe de la CEV (1)
  - Vainqueur : 2006
- Championnat d'Italie (1)
  - Vainqueur : 2006
- Championnat de France
  - Finaliste : 2005
- Coupe de France
  - Finaliste : 2004
- Supercoupe d'Italie (1)
  - Vainqueur : 2006
- Championnat du monde masculin de volley-ball des moins de 21 ans 
  - Finaliste : 1999